# Arella Guirantes
Arella Karin Guirantes, née le 15 octobre 1997 à Long Island à New York aux États-Unis, est une joueuse portoricaine de basket-ball. Elle a joué basket-ball universitaire pour les Red Raiders de Texas Tech et les Scarlet Knights de Rutgers. Elle a été repêchée à la draft WNBA 2021 par les Sparks de Los Angeles WNBA.

## Biographie

### Jeunesse
Arella est la fille de Robert et Demetria Guirantes, elle a quatre frères et sœurs, Robbin, Nyaja, Talaya et Robert Jr. Elle est allée au lycée de Bellport High School, Arella y aura marqué plus de 2 000 points et elle a été sélectionnée dans la NYSSWA All-State First Team. Elle choisit l'université de Texas Tech plutôt que LSU. Lors de sa dernière année au lycée, elle finit avec une moyenne 33 points, 13 rebonds, 3,5 passes décisives, 3 interceptions et 2,6 blocs par match. Elle était dans le top 50 de sa génération selon Prospect Nation.

### Carrière universitaire
Guirantes passe 5 saisons au niveau universitaire, elle va avec son équipe des Scarlet Knights de Rutgers deux fois au tournoi NCAAW mais elle n'obtient pas le titre. Elle a marqué 1 676 points en carrière à l'université, elle est sélectionnée deux fois All-American et trois fois All-Big Ten. À la fin de son cursus universitaire, elle est la seule joueuse de l'histoire de Rutgers à enregistrer une saison à plus de 20 points, 6 rebonds, 3 passes décisives par match.

#### Freshman
Après sa carrière au lycée, Guirantes s'est engagée avec les Lady Raiders de Texas Tech. Les Lady Raiders de Texas Tech ont fini la saison régulière 2016-2017 avec 13 victoire pour 16 défaite, ils perdront en quarts de finale contre les Bears de Baylor (63-95). Elle était deuxième de l'équipe en marquant à 9,9 points par match et a commencé 27 des 29 matchs. Elle a également été nommée première année de la semaine pour le Big 12 une fois. À la fin de la saison, elle demande son transfert pour intégrer l'université de Rutgers.

#### Sophomore
Guirantes ne joue pas lors de son année Sophomore en raison des règles de transferts de la NCAA.

#### Redshirt Sophomore
Lors de sa première saison en tant que joueuse de Rutgers, Guirantes joue 32 matchs dont 21 dans le cinq titulaires. Elle a une moyenne de 10,4 points par match avec une réussite de 39,5 pour cent au shoot, elle prend aussi 4,2 rebonds, 1,7 passe par match. Son équipe des Scarlet Knights de Rutgers finit la saison régulière 3e avec 13 victoires pour 5 défaite de la division Big Ten, ils perdent en demi-finale de division contre l'université de l'Iowa. Elle a été nommée mention honorable All-Big Ten.

#### Redshirt Junior
Lors de sa deuxième saison a Rutgers, elle a continué à avoir un impact avec une moyenne de 20,6 points, 6,0 rebonds et 3,1 passes décisives par match. Elle a été récompensée pour son travail en étant nommée à l'AP, à l'USBWA et à l'équipe de mention honorable WBCA All-American.

#### Redshirt Senior
Guirantes se présente en fin de saison senior à la darft WNBA 2021, elle est sélectionnée au deuxième tour à la 22e position par les Sparks de Los Angeles. Elle devient le 21e des Scarlet Knights de Rutgers sous la direction de l'entraîneur-chef C. Vivian Stringer à être sélectionné dans le repêchage de la WNBA depuis son inauguration en 1997. Elle rejoint sa coéquipière de Rutgers Erica Wheeler à Los Angeles.

### Carrière professionnelle
Lors de sa première saison en WNBA, Guirantes joue 25 matchs avec l'équipe de Los Angeles, marquant 3,2 points par match en 11,6 minutes de moyenne. C'est son premier contact avec la WNBA. À la fin de la saison 2021, elle est agent libre en attente d'une franchise WNBA.
Sans franchise WNBA, Guirantes signe pour la saison 2021-2022 en Europe dans le club ukrainien du BK Boudivelnyk Kiev. Elle finit la saison avec 21,4 points, 8,1 rebonds, 5,6 passes décisives, 2,2 interceptions, 1 contre de moyenne par match. La saison suivante, elle signe dans le club hongrois du DVTK Miskolc où elle fait ses débuts en Euroligue. Le 6 février 2023, le Storm de Seattle annonce la signature de Guirantes pour la saison WNBA 2023.

Elle s'engage lors de la saison 2023-2024 dans le club Famila Basket Schio avec lequel elle marquera 15,2 points de moyenne en Euroligue Féminine et 12,0 points en championnat italien.

Le 13 juin 2024, le club de Perfumerias Avenida annonce sa signature pour la saison 2024-2025.

### Sélection nationale
Bien qu'elle soit née aux États-unis, Guirantes décide de jouer pour le Porto Rico. Elle participe à la coupe du monde 2022 de basket-ball. Le Porto Rico n'avait jamais remporté un match dans un coupe du monde, Guirantes mène son équipe à la victoire contre la Bosnie-Herzégovine de Jonquel Jones, elle marque 26 points dans ce match. Guirantes marque 27 points lors de la défaite du Porto Rico contre la Belgique (65-68). Elle est la meilleure marqueuse de la coupe du monde 2022 avec 18,2 points par match. 

## Statistiques

### États-Unis

#### Université
| Gras/Meilleures performances | [ 8 ] |

| Saison    | Équipe                     | Matchs                                                   | Titul.                                                   | Min./m                                                   | % Tir                                                    | % 3pts                                                   | % LF                                                     | Rbds/m.                                                  | Pass/m.                                                  | Int/m.                                                   | Ctr/m.                                                   | Pts/m.                                                   |                                                          |
| --------- | -------------------------- | -------------------------------------------------------- | -------------------------------------------------------- | -------------------------------------------------------- | -------------------------------------------------------- | -------------------------------------------------------- | -------------------------------------------------------- | -------------------------------------------------------- | -------------------------------------------------------- | -------------------------------------------------------- | -------------------------------------------------------- | -------------------------------------------------------- | -------------------------------------------------------- |
| 2016-2017 | Red Raiders de Texas Tech  | 29                                                       | 27                                                       | 27,5                                                     | 41,1                                                     | 26,9                                                     | 87,1                                                     | 4,8                                                      | 1,2                                                      | 1,1                                                      | 1,0                                                      | 9,9                                                      |                                                          |
| 2017-2018 | Scarlet Knights de Rutgers | Ne joue pas en raison des règles de transfert de la NCAA | Ne joue pas en raison des règles de transfert de la NCAA | Ne joue pas en raison des règles de transfert de la NCAA | Ne joue pas en raison des règles de transfert de la NCAA | Ne joue pas en raison des règles de transfert de la NCAA | Ne joue pas en raison des règles de transfert de la NCAA | Ne joue pas en raison des règles de transfert de la NCAA | Ne joue pas en raison des règles de transfert de la NCAA | Ne joue pas en raison des règles de transfert de la NCAA | Ne joue pas en raison des règles de transfert de la NCAA | Ne joue pas en raison des règles de transfert de la NCAA | Ne joue pas en raison des règles de transfert de la NCAA |
| 2018-2019 | Scarlet Knights de Rutgers | 32                                                       | 21                                                       | 28,5                                                     | 39,5                                                     | 24,0                                                     | 80,5                                                     | 4,2                                                      | 1,7                                                      | 1,2                                                      | 0,3                                                      | 12,1                                                     |                                                          |
| 2019-2020 | Scarlet Knights de Rutgers | 30                                                       | 30                                                       | 36,9                                                     | 41,3                                                     | 38,5                                                     | 81,0                                                     | 6,0                                                      | 3,1                                                      | 1,6                                                      | 1,2                                                      | 20,6                                                     |                                                          |
| 2020-2021 | Scarlet Knights de Rutgers | 19                                                       | 19                                                       | 37,4                                                     | 41,6                                                     | 37,8                                                     | 86,8                                                     | 6,0                                                      | 5,2                                                      | 2,2                                                      | 1,8                                                      | 21,3                                                     |                                                          |
| Total     | Total                      | 110                                                      | 97                                                       | 32,1                                                     | 40,9                                                     | 31,9                                                     | 83,1                                                     | 5,2                                                      | 2,6                                                      | 1,4                                                      | 1,0                                                      | 15,4                                                     |                                                          |

#### WNBA
| Leader de la ligue | Gras/Meilleures performances | [ 9 ] |

| Saison | Équipe      | Matchs | Titul. | Min./m | % Tir | % 3pts | % LF | Rbds/m. | Pass/m. | Int/m. | Ctr/m. | Pts/m. |
| ------ | ----------- | ------ | ------ | ------ | ----- | ------ | ---- | ------- | ------- | ------ | ------ | ------ |
| 2021   | Los Angeles | 25     | 2      | 11,6   | 27,4  | 22,2   | 80,8 | 1,3     | 0,6     | 0,3    | 0,2    | 3,2    |
| Total  | Total       | 25     | 2      | 11,6   | 27,4  | 22,2   | 80,8 | 1,3     | 0,6     | 0,3    | 0,2    | 3,2    |

## Palmarès et distinctions

### Distinctions personnelles

#### En sélection nationale
- Meilleure marqueuse de la coupe du monde 2022

## Pour approfondir